# Sideby kyrka
Sideby kyrka ligger i Sideby, som sedan 1973 hör till Kristinestad i sydligaste Österbotten. 

## Historia
I de dokument som har bevarats från medeltiden omnämns ortnamnet Sideby för första gången år 1540. Skaftung, strax norr om kyrkbyn, har varit säte för landsdelens första kyrkobyggnad, en kapellkyrka från 1400-talet.
Sideby tillhörde Ulvsby gårdslän under medeltiden, men överfördes 1606 till Lappfjärd socken. Sideby blev en självständig församling 1860, men slogs 2006 ihop med församlingarna i Kristinestad och Lappfjärd till Kristinestads svenska församling.
Sideby gamla kyrka brann ner 1969. 

## Den nuvarande kyrkan
En ny kyrka ritades av arkitekt Erik Kråkström. Den nya kyrkan, som invigdes 1972 (Sidebys sista år som en självständig kommun), byggdes på den gamla grunden. 
Kyrkans orgel med 14 stämmor, byggdes 1972 av Hans Heinrich.
I Sideby kyrka finns plats för 300 personer.